# Ken Nkuba
Ken Nkuba Tshiend (Bergen, 21 januari 2002) is een Belgisch voetballer die sinds januari 2024 uitkomt voor KRC Genk. Nkuba speelt op de positie van rechterflankverdediger maar kan ook hoger op het veld uitgespeeld worden.

## Clubcarrière
Nkuba doorliep zijn jeugdopleiding bij RAS Nimy-Maisières, RAEC Bergen, Excel Moeskroen en Sporting Charleroi. Bij die laatste club ondertekende hij op 26 oktober 2018 zijn eerste profcontract. Diezelfde dag nog maakte hij zijn debuut in het eerste elftal van de club: in de competitiewedstrijd tegen AA Gent mocht hij van trainer Felice Mazzu in de 81e minuut invallen voor Christophe Diandy. Op de slotspeeldag van de reguliere competitie kreeg hij een invalbeurt van twintig minuten tegen KAS Eupen.
In het seizoen 2019/20 kwam hij niet aan spelen toe in het eerste elftal, maar vanaf het seizoen 2020/21 begon hij geregeld wat speeltijd te krijgen, al ging het vaak om (zeer) korte invalbeurten. Op 15 december 2020, uitgerekend bij zijn eerste basisplaats voor Charleroi, liep hij in de competitiewedstrijd tegen Cercle Brugge een kruisbandblessure aan zijn knie op. Op het einde van het seizoen kreeg hij een contractverlenging tot medio 2023.
Op 22 januari 2022 vierde Nkuba zijn langverwachte terugkeer: op de 23e competitiespeeldag kreeg hij van trainer Edward Still een basisplaats tegen KAA Gent (0-0-gelijkspel). Nkuba, die op de slotspeeldag van de reguliere competitie zijn eerste basisplaats sinds 28 januari kreeg, startte in de Europe Play-offs zes wedstrijden op rij in de basis. Op de voorlaatste speeldag scoorde hij in de 3-2-zege tegen KV Mechelen zijn eerste profdoelpunt.
In juli 2022 ondertekende Nkuba, die kon rekenen op interesse van Lille OSC, een contractverlenging tot 2026 bij Charleroi.
Op 30 januari 2024 maakte KRC Genk officieel bekend dat het een akkoord had met Charleroi om Nkuba definitief over te nemen. Bij Genk wordt hij binnen gehaald voor de positie van rechterflankverdediger als opvolger van Daniel Muñoz.

## Clubstatistieken
| Seizoen         | Club               | Land            | Competitie         | Competitie | Competitie | Beker | Beker | Supercup | Supercup | Europees | Europees | Totaal | Totaal |
| Seizoen         | Club               | Land            | Competitie         | Wed.       | Dlp.       | Wed.  | Dlp.  | Wed.     | Dlp.     | Wed.     | Dlp.     | Wed.   | Dlp.   |
| --------------- | ------------------ | --------------- | ------------------ | ---------- | ---------- | ----- | ----- | -------- | -------- | -------- | -------- | ------ | ------ |
| 2018/19         | Sporting Charleroi | Vlag van België | Jupiler Pro League | 2          | 0          | 0     | 0     | —        | —        | —        | —        | 2      | 0      |
| 2019/20         | Sporting Charleroi | Vlag van België | Jupiler Pro League | 0          | 0          | 0     | 0     | —        | —        | —        | —        | 0      | 0      |
| 2020/21         | Sporting Charleroi | Vlag van België | Jupiler Pro League | 11         | 0          | 0     | 0     | —        | —        | 1        | 0        | 12     | 0      |
| 2021/22         | Sporting Charleroi | Vlag van België | Jupiler Pro League | 14         | 1          | 0     | 0     | —        | —        | 0        | 0        | 14     | 1      |
| 2022/23         | Sporting Charleroi | Vlag van België | Jupiler Pro League | 28         | 4          | 1     | 0     | —        | —        | —        | —        | 29     | 4      |
| 2023/24         | Sporting Charleroi | Vlag van België | Jupiler Pro League | 4          | 0          | 0     | 0     | —        | —        | —        | —        | 4      | 0      |
| 2023/24         | KRC Genk           | Vlag van België | Jupiler Pro League | 5          | 0          | 0     | 0     | —        | —        | —        | —        | 5      | 0      |
| 2024/25         | KRC Genk           | Vlag van België | Jupiler Pro League | 15         | 0          | 4     | 0     | —        | —        | —        | —        | 19     | 0      |
| Carrière totaal | Carrière totaal    | Carrière totaal | Carrière totaal    | 79         | 5          | 5     | 0     | 0        | 0        | 1        | 0        | 85     | 5      |

Bijgewerkt op 25 februari 2025.

## Interlandcarrière
Nkuba debuteerde in 2019 als Belgisch jeugdinternational. Op 5 juni 2022 debuteerde hij voor de Belgische beloften in de EK-kwalificatiewedstrijd tegen Schotland, die overigens overbodig was omdat België reeds geplaatst was voor het EK onder 21 2023: in de 58e minuut kwam hij zijn Charleroi-ploegmaat Anthony Descotte aflossen. Met Anass Zaroury stond er overigens een derde Charleroi-speler op het veld.
1 Van Crombrugge ·
2 Pierre ·
3 Mujaid ·
6 Smets ·
7 Bonsu Baah ·
8 Heynen  ·
9 Oh ·
11 Oyen ·
14 Sor ·
15 Claes ·
17 Hrošovský ·
18 Kayembe ·
19 Medina ·
20 Karetsas ·
21 Bangoura ·
22 Manguelle ·
23 Steuckers ·
24 Sattlberger ·
27 Nkuba ·
32 Adedeji-Sternberg ·
34 Palacios ·
39 Penders ·
44 Kongolo ·
51 Brughmans ·
77 El Ouahdi ·
99 Tolu ·
Coach: Fink